# Vivian Olivos
Leslie Vivian Olivos Martínez (Chancay, 3 de enero de 1987) es una abogada, conductora de televsión y política peruana. Es congresista de la república por Lima Provincias para el periodo 2021-2026.

## Biografía
Vivian Olivos nació en la ciudad de Chancay, ubicado en la provincia de Huaral del departamento de Lima, el 3 de enero de 1987.
Estudió en la Universidad Inca Garcilaso de la Vega, donde obtuvo el bachillerato en Derecho y Ciencias Políticas en el año 2013. Luego al año siguiente se tituló de abogada por la misma universidad y en el año 2019 se graduó en sus estudios postgrado de Gobierno y Gestión Pública.

## Trayectoria
Fue directora y conductora del programa “Vivian Teve”, transmitido por la señal de Más Tv vía Tv Cable Internacional desde el año 2006 hasta el año 2011. Luego en el año 2011, se desempeñó como técnica en el Congreso de la República del Perú hasta el año 2012 y posteriormente en el año 2017. Fue también asesora parlamentaria en 2019.

### Congresista de la República
En septiembre del año 2020, Vivian Olivos se afilió a Fuerza Popular, partido político liderado por Keiko Fujimori, y participó en las elecciones parlamentarias extraordinarias como candidata al Congreso de la República por la circunscripción de Lima Provincias, sin embargo, su candidatura quedó tachada por el Jurado Nacional de Elecciones debido a una denuncia penal en su contra.
Luego en las elecciones parlamentarias del año 2021, Olivos volvió a postular al Congreso de la República y finalmente resultó elegida como congresista de la república, con 7,785 votos, y fue juramentada para el periodo parlamentario 2021-2026.
Como congresista, ejerció como presidenta de la Comisión de Agricultura. También es presidenta de las ligas parlamentarias de amistad Perú-Grecia, Perú-Indonesia y Perú-Turquía.

## Controversias
En el año 2012, Vivian Olivos fue denunciada por el delito de falsificación de documentos cuando laboraba en el Congreso de la República. Según la denuncia penal, Olivos falseó una constancia universitaria para regularizar su contrato cuando laboraba como asesora técnica en el despacho del entonces congresista Elard Melgar en el año 2011. Fue sentenciada en 2015 a 3 años de pena privativa donde logró cumplir con la pena otorgada.
Olivos también fue cuestionada por su relación laboral con el congresista Elard Melgar, debido a que registró un incremento salarial y diversos domicilios.